# 葛巻中継局
葛巻中継局（くずまきちゅうけいきょく）は、岩手県岩手郡葛巻町にあるNHK盛岡放送局のNHK-FM放送の中継局が置かれている。2012年3月31日まではNHK盛岡放送局アナログテレビ放送の中継局も置かれていた。尚、各種業務無線や携帯電話等の基地局や共同受信用アンテナ等も設置されている。

## 概要
当中継局は、葛巻町葛巻字大明神の象鼻山にあり、葛巻町内に電波を発射している。地上波アナログテレビ放送ではNHK盛岡放送局の総合・教育テレビのみで、民間放送局の中継局は設置されなかった。
なお当地への地上波デジタル放送中継局は設置断念となり、現在はNHK-FM放送の中継局のみ設置されている。
地上波デジタル放送については、二戸中継局を受信する共同受信施設を葛巻町内に設置し、光ケーブルで町内ほぼ全戸に在盛岡全局の放送をサービスしている。

## NHK中継局概要

### ラジオ放送
| 放送系統 | 周波数  | 空中線電力 | 実効放射電力 | 放送対象地域 | 放送区域内世帯数 |
| FM放送   | 89.9MHz | 音声10W    | 音声13.5W    | 岩手県       | 約-世帯          |
| -------- | ------- | ---------- | ------------ | ------------ | ---------------- |

### テレビ放送
| 放送系統   | チャンネル | 空中線電力        | 実効放射電力        | 放送対象地域 | 放送区域内世帯数 |
| 総合テレビ | 4ch        | 映像3W/ 音声750mW | 映像7.7W/ 音声1.95W | 岩手県       | 不明             |
| 教育テレビ | 6ch        | 映像3W/ 音声750mW | 映像7.9W/ 音声1.95W | 全国         | 不明             |
| ---------- | ---------- | ----------------- | ------------------- | ------------ | ---------------- |